# 10e Landingsflottielje
Het 10e Landingsflottielje (Duits: 10. Landungsflottille) was een operationele eenheid van de Duitse Kriegsmarine tijdens de Tweede Wereldoorlog. Zo’n flottielje was normaal uitgerust met onder andere 20 tot 30 stuks van de Marinefährprahm. 

## Geschiedenis

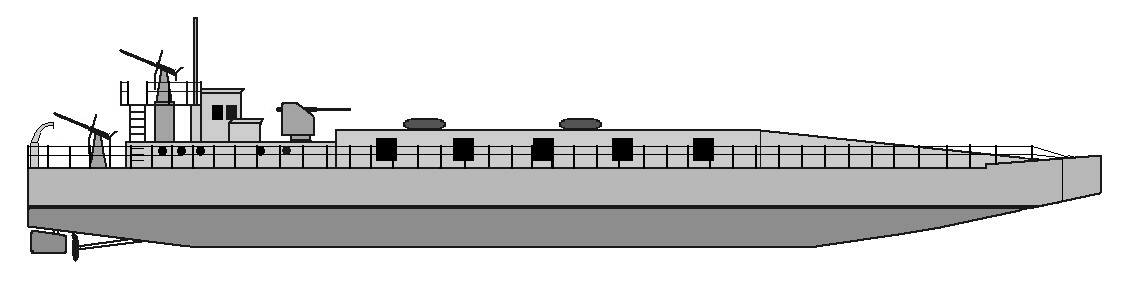
De standaarduitrusting: de Marinefährprahm

Het flottielje werd opgericht in mei 1943 door personeel en vaartuigen over te nemen van de Einsatzstabes Fähre Süd van de Luftwaffe. Het flottielje werd ingezet in de Straat van Messina, waar het deelnam aan de evacuatie van Sicilië en verschillende verliezen leed als gevolg van luchtaanvallen. Nadat de evacuatie van Sicilië op 17 augustus 1943 was voltooid, werd het flottielje ingezet om het eiland Sardinië te ontruimen. Op 1 oktober 1943 rapporteerde het flottielje een inventaris van 14 Siebel-veerboten en 13 infanterietransportboten. Nadat de evacuatie van Sardinië was voltooid, begon eind september 1943 de evacuatie van Corsica, waaraan het flottielje deelnam tot 4 oktober 1943. De boten van het flottielje werden vervolgens op de spoorlijn in Genua en andere havens in Ligurië geladen en naar de Adriatische Zee vervoerd. Het hoofdkwartier werd Fiume – Susak. Tot december 1943 werden de boten gebruikt voor tussen San Remo en Piombino. Op 7 december 1943 werden 10 infanterietransportboten van het KS-Flottille Italienische Riviera aan het flottielje toegevoegd. Tegelijkertijd werden nieuwe vaartuigen gebouwd op de scheepswerf in Piombino. Begin 1944 werd het flottielje verdeeld over verschillende Joegoslavische havens; boten van het flottielje bevonden zich in Dubrovnik, Split, Trogir en Triëst. Het flottielje werd gebruikt voor transport- en landingsoperaties. Op 1 augustus 1944 nam ze deel aan de landing op het eiland Žirje. Er werden ook mijnlegoperaties uitgevoerd. Op 16 maart 1945 werden de door bootverliezen vrijgekomen bemanningen verzameld in Noale en ingezet voor infanterieoperaties tegen partizanen. In april 1945 evacueerde het flottielje door de partizanen ingesloten steunpunten in de lagunes tussen Grado en Caorle naar Triëst. De stafcompagnie werd opgenomen in de Marine-Bataillon Kapitän zur See Hunaeus. Van 16 tot 21 In april 1945 werden de resterende Artilleriefährprähme gebruikt tegen de vijand die op Cherso was geland. Op 18 april 1945 werd het flottielje basis van Susak een gevechtsgebied. Alle nog vaarbare MFP- en infanterietransportboten uit Triëst voeren opnieuw naar Fiume om daar de gewonden en de trossen op te halen. Op 2 mei 1945 moesten de laatste boten voor de monding van de Tagliamento tot zinken worden gebracht. Sommige leden van het flottielje wisten de Britse linies te bereiken, de rest werd gevangen genomen door Joegoslavische partizanen.

### Einde
Het 10e Landingsflottielje werd opgeheven op 2 mei 1945 bij de Tagliamento-monding.

## Commandanten
| Rang                         | Naam             | Begin         | Eind          |
| ---------------------------- | ---------------- | ------------- | ------------- |
| Korvettenkapitän der Reserve | Hermann Roth     | mei 1943      | november 1944 |
| Kapitänleutnant der Reserve  | Erich Eincke     | juni 1943     |               |
| Korvettenkapitän der Reserve | Erich Zimmermann | december 1944 | 2 mei 1945    |

Kapitänleutnant der Res. Eincke  was m.d.W.d.G.b.  (mit der Wahrnehmung der Geschäfte beauftragt = als waarnemend commandant aangesteld)